# I'm Sticking with You
„I'm Sticking with You“ je skladba skupiny The Velvet Underground, kterou napsal Lou Reed. Skladba nevyšla na žádném studiovém albu skupiny, poprvé vyšla v roce 1985 na kompilačním albu VU. Později vyšla na různých kompilačních a koncertních albech. Skladba také vyšla na speciální verzi Fully Loaded edition alba Loaded v roce 1997. Ve skladbě zpívá netradičně bubenice skupiny Maureen Tuckerová, která v roce 2002 skladbu vydala pod svým jménem jako singl s písní „After Hours“ na B-Straně.
Dne 24. února 1974 nahrála Tuckerová jinou verzi písně v duetu s Jonathanem Richmanem. Na nahrávce se dále podíleli baskytarista Walter Powers a klávesista Willie Alexander. Píseň vyšla až v roce 1980.